# Emil Landolt

Emil Landolt (1986)

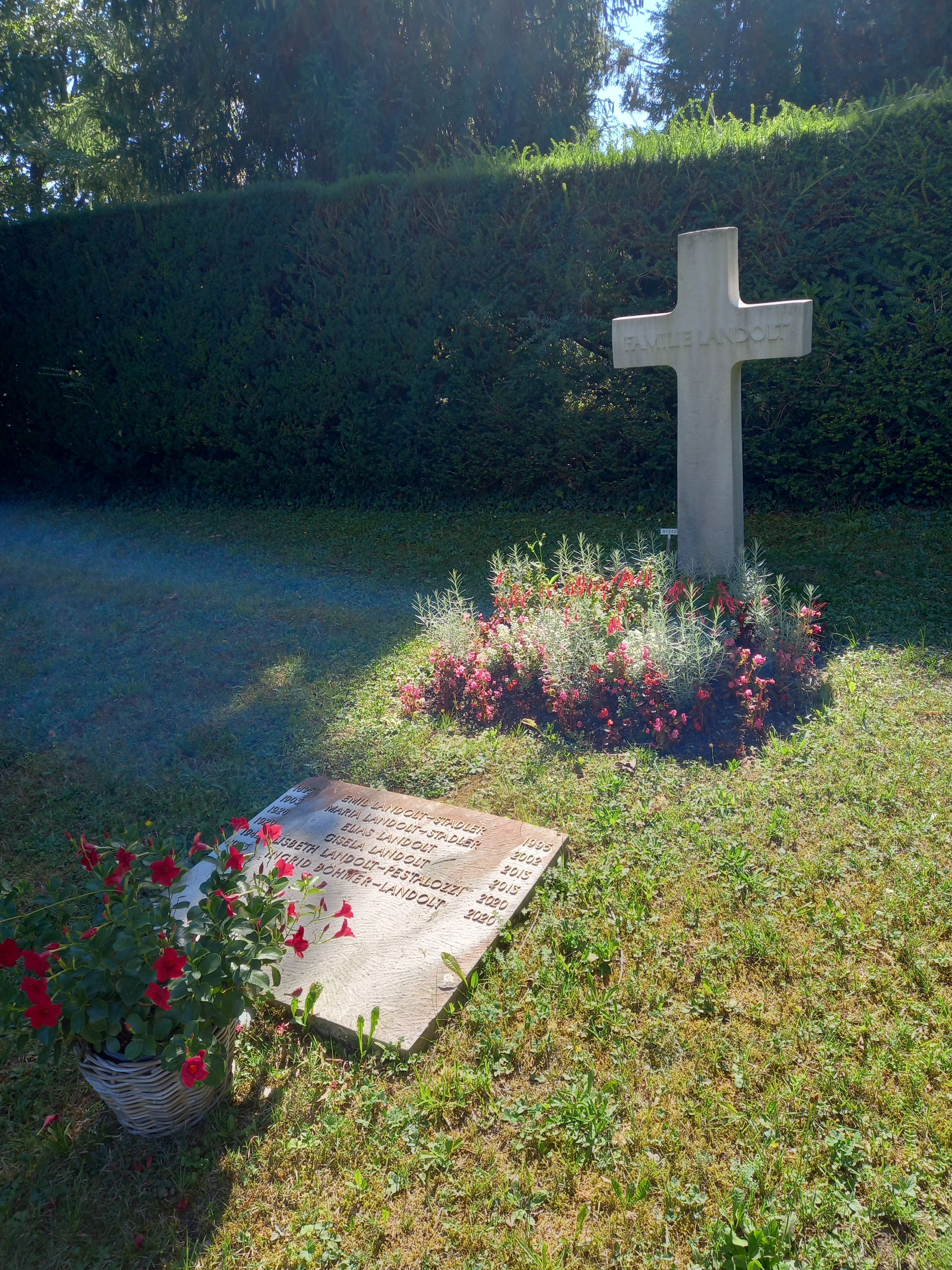
Das Grab von Emil und Maria Landolt-Stadler im Familiengrab auf dem Friedhof Manegg in Zürich

Emil Landolt (* 23. September 1895 in Zürich; † 18. April 1995 ebenda) war ein Schweizer Politiker (FDP). Er war von 1949 bis 1966 Stadtpräsident von Zürich.

## Leben
Emil Landolt wuchs im Quartier Enge auf und studierte nach seiner Schulzeit Rechtswissenschaft. Er 1922 bei der kantonalzürcherischen Finanzdirektion angestellt. 1923 war er Auditor am Bezirksgericht Winterthur, ab 1925 kantonaler Steuersekretär in Zürich und acht Jahre später Sekretär der Zürcher Handelskammer. 1935 wurde er Präsident der Oberrekurskommission des Kantons Zürich.
1942 wurde er auf Vorschlag der FDP in den Zürcher Stadtrat gewählt, wo er die Leitung des Schuldepartements übernahm. 1949 wählte ihn das Zürcher Stimmvolk zum Stadtpräsidenten. Als «Stapi», wie man ihm sagte, gewann er grosse Popularität. Diese war einerseits günstigen Umständen geschuldet: Nach dem Krieg ging es wirtschaftlich aufwärts, und die Welt war klar gegliedert. Zum andern gründete sie aber auch in der Persönlichkeit Landolts: Er war seiner Stadt verbunden, interpretierte sein Amt überparteilich, konnte ungezwungen auf alle Menschen zugehen, und kein Anlass war ihm zu unbedeutend, um nicht daran teilzunehmen und eine witzige Rede zu halten. Als Stadtpräsident oblag ihm auch die Kulturförderung, und dabei war er bestrebt, alle künstlerischen Richtungen ohne persönliche Vorlieben zu berücksichtigen. 1966 trat er zurück.
Landolt engagierte sich für die Gemeinnützige Gesellschaft auf verschiedenen Ebenen, so ab 1933 als Präsident der Gemeinnützigen Gesellschaft Enge und ab dem gleichen Jahr als Mitglied des Zentralvorstands der Schweizerischen Gemeinnützigen Gesellschaft. 1915 trat er der Zunft zur Zimmerleuten bei, in welcher er von 1933 bis 1937 als Zunftschreiber und von 1937 bis 1962 als Zunftmeister amtete. 1965 wurde er ausserdem als «Schildner», d. h. als vollwertiges Mitglied, in die Gesellschaft der Schildner zum Schneggen aufgenommen. Zu seinem 70. Geburtstag widmete ihm der Komponist R. Schmid-Weber einen Marsch namens «Züri-Marsch».
Emil Landolt war ein Enkel des Forstwissenschaftlers Elias Landolt und Vater des gleichnamigen Geobotanikers Elias Landolt.
Er fand seine letzte Ruhestätte auf dem Zürcher Friedhof Manegg.